# Petite rivière Cap-Chat
Pour les articles homonymes, voir Cap-Chat (homonymie).
La Petite rivière Cap-Chat est un affluent de la rive sud-est de la rivière Cap-Chat, laquelle coule vers le nord jusqu'au littoral sud du Fleuve Saint-Laurent.
La petite rivière Cap-Chat coule vers le nord dans le canton de Faribault (Rivière-Bonjour (territoire non organisé), comté de Matane), dans le canton de Romieu (municipalité de Cap-Chat, comté de Gaspé-Ouest) et dans la municipalité de Cap-Chat, dans la municipalité régionale de comté (MRC) de La Haute-Gaspésie, dans la région administrative de la Gaspésie–Îles-de-la-Madeleine, au Québec, au Canada.

## Géographie
La petite rivière Cap-Chat prend sa source de ruisseaux de montagne, sur le versant nord du mont Logan, dans les monts Chic-Chocs, dans le Parc de la Gaspésie, situé au centre de la péninsule gaspésienne. Cette source est située à 19,9 km au sud-est du littoral sud-est du fleuve Saint-Laurent, à 1,5 km au sud-est de la limite du canton de Romieu (comté de Gaspé-Ouest) dans la réserve faunique des Chic-Chocs.
À partir de sa source, la petite rivière Cap-Chat coule sur 19,9 km, répartis selon les segments suivants :
- 1,7 km vers le nord dans le canton de Faribault, jusqu'à la limite du canton de Rimieu ;
- 2,4 km vers le nord, jusqu'à la confluence du ruisseau Germain (venant de l'Est) ;
- 1,8 km vers le nord, jusqu'à la confluence de la petite rivière Cap-Chat Est (venant de l'Est) ;
- 2,1 km vers le nord-ouest, jusqu'à la confluence du ruisseau des Adolphe (venant du sud) ;
- 7,0 km vers le nord en recueillant en toute fin de segment les eaux du ruisseau Landry (venant de l'Est), jusqu'à la limite du canton de Cap-Chat (situé dans la municipalité de Cap-Chat) ;
- 3,9 km vers le nord-ouest, jusqu'à sa confluence[1].

La petite rivière Cap-Chat se déverse dans un coude de rivière sur la rive sud-est de la rivière Cap-Chat. Cette confluence est située juste à côté du pont couvert du chemin Landry, à 4,7 km au sud du pont de la route 132.

## Toponymie
Le terme « Cap-Chat » se réfère à un ensemble de désignation de lieux de la région de Cap-Chat : seigneurie, deux zecs, canton, ville, anse, routes et rues, rivières, pointe, canyon et butte.
Le toponyme « Petite rivière Cap-Chat » a été officialisé le 5 décembre 1968 à la Banque des noms de lieux de la Commission de toponymie du Québec.